# 대통 (양)
대통(大通, 527년 3월 ~ 529년 9월)은 중국 양(梁) 무제(武帝) 소연(蕭衍)의 세번째 연호이다. 2년 7개월 동안 사용하였다.

## 개원
- 보통(普通) 8년 3월 11일[1](527년 4월 27일)에 연호를 대통(大通)으로 개원함.[2][3][4][5]

- 대통(大通) 3년 10월 1일[6](529년 11월 17일)에 연호를 중대통(中大通)으로 개원함.[2][3][7][5]

## 연대 대조표
| 대통        | 원년           | 2년                                                 | 3년        |
| 서기        | 527년          | 528년                                               | 529년      |
| 간지        | 정미(丁未)     | 무신(戊申)                                          | 기유(己酉) |
| 북위 (北魏) | 효창(孝昌) 3년 | 4년 무태(武泰) 원년 건의(建義) 원년 영안(永安) 원년 | 2년        |

## 동시대 연호

### 중국
북위(北魏)
- 효창(孝昌) (525년 ~ 528년)
- 무태(武泰) (528년)
- 건의(建義) (528년)
- 영안(永安) (528년 ~ 530년)

고창국(高昌國)
- 감로(甘露) (525년 ~ 530년)

기타 정권
- 파륙한 발릉(破六韓 拔陵)/두락주(杜洛周) 진왕(真王) (524년 ~ 528년)
- 막절 염생(莫折 念生) 천건(天建) (524년 ~ 527년)
- 유여승(劉蠡升) 신가(神嘉) (525년 ~ 535년)
- 갈영(葛榮) 광안(廣安) (526년 ~ 528년)
- 유획(劉獲)/정변(鄭辯) 천수(天授) (527년)
- 소보인(蕭寶夤) 융서(隆緒) (527년 ~ 528년)
- 형고(邢杲) 천통(天統) (528년 ~ 529년)
- 묵기추노(万俟醜奴) 신수(神獸) (528년 ~ 530년)
- 원호(元顥) 효기(孝基) (529년)
- 원호(元顥) 건무(建武) (529년)

## 같이 보기
- 중국의 연호 목록